# Cléophas
Pour les articles homonymes, voir Cléophas (homonymie).
Cléophas (Grec ancien: Κλεοπᾶς) est l'un des deux disciples de Jésus que ce dernier rencontra sur le chemin d'Emmaüs alors qu'ils revenaient de Jérusalem le soir de la Résurrection. 

## Récit
Les deux disciples ne le reconnurent pas tout d'abord. Ils s'arrêtèrent ensemble dans une auberge et, pendant le repas, Jésus répéta les gestes de la consécration du pain : c'est alors qu'ils le reconnurent et qu'il disparut à leurs yeux. Aussitôt ils retournèrent vers Jérusalem où ils témoignèrent auprès des apôtres (Évangile selon Luc 24,13-35).
Dans la tradition chrétienne, Cléophas est l'époux de Marie, l'une des trois Maries. Avec elle, il a deux fils : Jacques le Mineur et Joset. C'est Marie Jacobé qui est présente près de la croix de Jésus dans les évangiles selon Marc et à selon Matthieu. Dans l'Évangile selon Jean, elle est appelée « Marie femme de Clopas » (Jn 19:25), et il est précisé qu'elle est la sœur de Marie (mère de Jésus), les noms de ses fils ne sont pas mentionnés.

## Mémoire
Cléophas est fêté le 25 septembre par l'Église catholique, et le 30 octobre par l'Église orthodoxe orientale.